# 小行星3005
小行星3005（3005 Pervictoralex）是一颗围绕太阳公转的小行星。1979年8月22日，克拉斯-英格瓦·拉格爾科維斯特在拉西拉天文台发现了此天体。
該小行星以拉格爾科維斯特的兒子佩爾·維克多·亞歷山大·拉格爾科維斯特（Per Victor Alexander Lagerkvist）命名。
这颗小行星的绝对星等为77.01996等。